# Quắn hoa lá nhọn
Quắn hoa lá nhọn (danh pháp khoa học: Helicia acutifolia) là một loài thực vật thuộc họ Proteaceae. Đây là loài đặc hữu của Papua New Guinea.